# Hess Inlet
Das Hess Inlet ist eine Bucht an der Foyn-Küste des Grahamlands im Norden der Antarktischen Halbinsel. Sie liegt 16 km südwestlich des Monnier Point. Ihre Einfahrt liegt zwischen dem Battle Point und dem Mamelon Point. Ihr Südufer wird vom Mount Thorarinsson dominiert. In sie hinein mündet der Hess-Gletscher.
Wissenschaftler des Falkland Islands Dependencies Survey nahmen im Dezember 1947 Vermessungen vor. Das UK Antarctic Place-Names Committee benannte sie 1982 in Anlehnung an die Benennung des gleichnamigen Gletschers. Dessen Namensgeber ist der deutsche Glaziologe Hans Hess (1864–1940).